# Ravine Butari
Die Ravine Butari ist ein kurzer Zufluss des Kusarakua (River Gaulette) in St. Cyr an der Küste im Osten von Dominica im Parish Saint David.

## Geographie
Die Ravine Butari entspringt auf der Anhöhe von St. Cyr und fließt nach wenigen hundert Metern bei La Riviere Gaulette in den Kusarakua.